# Losing My Mind
«Losing My Mind» es una canción de la banda de Rock estadounidense Falling in Reverse. Fue lanzado el 22 de febrero de 2018. El video musical de la canción tiene más de 15 millones de visitas en YouTube. La canción se clasificó en el número 50 en la lista Billboard Hot Rock Songs. La canción tiene más de 16 millones de visitas en Spotify.

## Antecedentes
La canción fue compuesta por la banda y escrita por Ronnie Radke. Fue la primera canción de la banda después del lanzamiento de su cuarto álbum de estudio Coming Home. El video musical, dirigido por Ethan Lader, se grabó en el mismo lugar donde se grabó la Baticueva en The Dark Knight Trilogy. El video muestra a Ronnie mostrando cambios que incluyen transformar sus ojos en blancos. La canción es el comienzo de la trilogía de canciones de la banda.

## Posiciones
| Listas (2018)                                 | Mejor posición |
| --------------------------------------------- | -------------- |
| Estados Unidos (Hot Rock & Alternative Songs) | 50             |